# Kaito Sugimoto
Pour les articles homonymes, voir Sugimoto.
Kaito Sugimoto (杉本海誉斗, Sugimoto Kaito), né le 17 mars 2000 à Chiba, est un gymnaste artistique japonais.

## Carrière
Kaito Sugimoto partage le titre de champion du monde du concours général par équipe lors des Championnats du monde 2023.